# 海外通信・放送コンサルティング協力
一般財団法人 海外通信・放送コンサルティング協力（かいがいつうしん・ほうそうコンサルティングきょうりょく、JTEC: Japan Telecommunications Engineering and Consulting Service）は、通信・放送分野の国際協力を公平・中立的立場で行う日本で唯一の公的機関である。「海外諸国特に開発途上にある海外の地域の通信及び放送に関するコンサルティング業務、プロジェクト協力業務等を通じて、国際相互理解の促進と国際協力の推進並びに我が国の情報通信産業の国際展開に貢献し、もって通信等の発展向上に寄与すること」を目的に、主として海外向けの事業活動を行っている。（1978年に総務省（当時郵政省）及び経済産業省の共管の財団法人として設立され、2012年に一般財団法人に移行した。）

## 概要
主として開発途上国の通信及び放送に関するコンサルティング業務、プロジェクト協力業務等を通じて、国際協力の推進、我が国の情報通信産業の国際展開の支援、通信等の発展向上に寄与することを目的として、開発途上国における通信インフラ及び放送施設の整備、電子政府の構築、防災通信システムの整備、医療・教育等分野でのICT利活用促進、さらに技術協力、人材育成等の業務を行っている。世界80か国以上の政府並びに政府関係機関、通信事業者、放送事業者等との国際協力活動の実績と経験を有している。

## 組織
- 理事長　江嵜正邦
- 専務理事　牛坂正信
- 評議員　小野寺正、桑原守二、佐賀健二、髙島征二、富永英義、矢野薫、吉野武彦、和才博美
- 理事　平本義貴、北口隆也、前田隆伸、古賀靖広、春口篤、舘信道、宮﨑正道、大谷満、佐藤公紀、武内裕之、占部浩一郎、（監事）大寺廣幸、西田圭一
- 所在地　東京都品川区西五反田8-1-14　最勝ビル7F

## 主な事業
- 通信及び放送分野の国際相互理解促進のための活動
- 海外諸国の通信及び放送関係者の研修・人材育成
- 海外諸国の情報通信プロジェクト推進への協力
- 開発途上国の通信及び放送に関するコンサルティング業務
- 我が国の情報通信産業の国際展開のための支援